# Patricia Thormann
Patricia Thormann (ur. 9 listopada 1979 roku w Schwerin) – reprezentantka Niemiec w siatkówce.
Od roku 1991 występowała w niemieckim Schweriner SC. W 2012 zakończyła karierę.

## Sukcesy klubowe
- Mistrzostwo Niemiec:

 1998, 2000, 2001, 2002, 2006, 2009, 2011, 2012
- Puchar Niemiec:

 2001, 2006, 2007, 2012